# Petrus Tollstadius
Petrus Tollstadius (tidigare Alstadius), född 1651 i Östra Tollstads församling, Östergötlands län, död i 10 december 1717 i Kullerstads församling, Östergötlands län, var en svensk präst.

## Biografi
Tollstadius föddes 1651 i Östra Tollstads församling. Han var son till bonden Nils på Ladusäter. Tollstadius inskrevs vid Uppsala universitet 16 oktober 1658 och prästvigdes till komminister i Landeryds församling 3 februari 1683. Han blev 1695 komminister Sankt Anna församling och 1696 kyrkoherde i Kullerstads församling. Tollstadius avled 1717 i Kullerstads församling.

### Familj
Tollstadius gifte sig första gången 11 oktober 1683 med Anna Gothzelius (död 1697). Hon var dotter till kyrkoherden i Skedevi församling. De fick tillsammans barnen Greta Tollstadius som var gift med komministern J. Zernstrand i Kimstads församling, Magdalena Tollstadius (1686–1728), Rahl Tollstadius (född 1689), Anders Tollstadius (född 1691), Annica Christina Tollstadius (född 1692) som var gift med militären Johan Falk, fänriken Magnus Stockenfelt och kaptenen Johan Wilhelm Lake vid Skaraborgs regemente och Elisabeth Tollstadius (1696–1697).
Tollstadius gifte sig andra gången 1698 med Brita Fallerius (1673–1723). Hon var dotter till kyrkoherden Jonas Johannis Fallerius och Helena Olin i Veta församling. De fick tillsammans barnen Jonas Tollstadius (född 1699), Andreas Tollstadius (född 1701), Samuel Tollstadius (född 1702), Helena Tollstadius (1704–1727) som var gift med kornetten Olof Westerlind i Viby församling, Johannes Tollstadius (född 1707), Catharina Tollstadius (född 1710) som var gift med en handlande i Stockholm och Maria Elisabeth Tollstadius som var gift med en klockare i Kisa församling.